# 游日章
游日章（？—？），字學絅，福建興化府莆田縣人，民籍，明朝政治人物。

## 生平
嘉靖二十八年（1549年）己酉科福建鄉試第七名舉人。嘉靖三十八年（1559年）中式己未科會試第十五名，三甲第五十名進士。授临川县知县，有巨猾帥姓者武斷鄉曲，下車即捕之，邑中稱快。辛酉八月流寇入临川，時日章方從事場屋中，得報即馳至，啓關納逋，并書守御策，贼遁去。在临川五年，潔己惠民，擢刑部主事，晉员外、郎中，丁母艱歸。萬曆改元，補舊任，旋出为廣東廉州府知府，莅任歲余卒。著有《學庸釋義》、《洪範釋義》、《三余集》百余卷。子游伯槐，進士。

## 家族
曾祖游尚顯；祖父游獻可；父游德盛，母洪氏。慈侍下，弟游日就（贡士）。